# Clavicornaltica dali
Clavicornaltica dali es un insecto coleóptero de la familia Chrysomelidae.
Fue descrita científicamente en 2005 por Konstantinov & Duckett.